# Tim Tramnitz
Tim Tramnitz (Hamburgo, Alemania; 16 de noviembre de 2004) es un piloto de automovilismo alemán. Es miembro del Equipo Júnior de Red Bull desde 2023. Fue subcampeón de los campeonatos de Fórmula 4 ADAC e Italia en 2021, y tercero en el Campeonato de Fórmula Regional Europea en 2023, también obtuvo tres podios en la Eurofórmula Open. Desde 2024 es piloto de MP Motorsport en el Campeonato de Fórmula 3 de la FIA.

## Carrera

### Inicios
Tramnitz comenzó a correr en 2011, compitiendo en campeonatos locales de karting. Después de ganar la serie regional con sede en Hamburgo y el Kart-Challenge del norte de Alemania en 2013 y 2014 respectivamente, el alemán pasó a las competiciones nacionales, donde obtuvo su primer y único título en la serie ADAC Kart Academy en 2017. Se convirtió en ADAC Stiftung Sport protegido a finales de 2017 y permaneció en karts hasta 2019.

### Fórmula Regional

#### 2022
En 2022, Tramnitz se unió a Trident para competir en el Campeonato de Fórmula Regional Europea. En donde, su mejor resultado en la temporada sería un cuarto lugar en la segunda carrera del Hungaroring.

#### 2023
Para 2023, Tramnitz se uniría a R-ace GP para disputar la primera temporada del Campeonato de Fórmula Regional de Medio Oriente, y un tiempo después, sería anunciado por el mismo equipo para disputar el Campeonato de Fórmula Regional Europea de ese año.

### Fórmula E
En abril de 2023, Tramnitz fue invitado a la prueba de jóvenes pilotos de Fórmula E en Berlín con ABT Cupra Formula E Team.

## Resumen de carrera
| Temporada | Categoría                                       | Equipo                  | Carreras     | Victorias    | Poles        | VR           | Podios       | Puntos       | Pos.         |
| --------- | ----------------------------------------------- | ----------------------- | ------------ | ------------ | ------------ | ------------ | ------------ | ------------ | ------------ |
| 2020      | ADAC Fórmula 4                                  | US Racing               | 21           | 1            | 0            | 0            | 6            | 226          | 4.º          |
| 2020      | Campeonato de Italia de Fórmula 4               | US Racing               | 2            | 0            | 0            | 0            | 0            | 4            | 24.º         |
| 2021      | ADAC Fórmula 4                                  | US Racing               | 18           | 5            | 5            | 2            | 9            | 269          | 2.º          |
| 2021      | Campeonato de Italia de Fórmula 4               | US Racing               | 15           | 4            | 2            | 2            | 9            | 232          | 2.º          |
| 2022      | Campeonato de Fórmula Regional Europea          | Trident                 | 20           | 0            | 0            | 0            | 0            | 36           | 15.º         |
| 2023      | Campeonato de Fórmula Regional de Medio Oriente | R-ace GP                | 6            | 0            | 0            | 0            | 0            | 14           | 20.º         |
| 2023      | Campeonato de Fórmula Regional Europea          | R-ace GP                | 20           | 3            | 4            | 1            | 10           | 239          | 3.º          |
| 2023      | Eurofórmula Open                                | CryptoTower Racing Team | 3            | 0            | 0            | 2            | 3            | 55           | 12.º         |
| 2024      | Campeonato de Fórmula 3 de la FIA               | MP Motorsport           | 20           | 1            | 0            | 0            | 4            | 81           | 9.º          |
| 2025      | Campeonato de Fórmula 3 de la FIA               | MP Motorsport           | Disputándose | Disputándose | Disputándose | Disputándose | Disputándose | Disputándose | Disputándose |
| Fuente:   |                                                 |                         |              |              |              |              |              |              |              |

## Resultados

### Campeonato de Fórmula Regional Europea
(Clave) (negrita indica pole position) (cursiva indica vuelta rápida)

| Año   | Equipo   | 1   | 1   | 2   | 2   | 3   | 3   | 4   | 4   | 5   | 5   | 6   | 6   | 7   | 7   | 8   | 8   | 9   | 9   | 10  | 10  | Pos. | Puntos |
| ----- | -------- | --- | --- | --- | --- | --- | --- | --- | --- | --- | --- | --- | --- | --- | --- | --- | --- | --- | --- | --- | --- | ---- | ------ |
| 2022  | Trident  | MNZ | MNZ | IMO | IMO | MON | MON | LEC | LEC | ZAN | ZAN | BUD | BUD | SPA | SPA | SPI | SPI | BAR | BAR | MUG | MUG | 15.º | 36     |
| 2022  | Trident  | 11  | 12  | 9   | 7   | 16  | Ret | 10  | 10  | Ret | Ret | Ret | 4   | 8   | 7   | 33† | 9   | 22  | 13  | 11  | 14  | 15.º | 36     |
| 2023* | R-ace GP | IMO | IMO | BAR | BAR | BUD | BUD | SPA | SPA | MUG | MUG | LEC | LEC | SPI | SPI | MNZ | MNZ | ZAN | ZAN | HOC | HOC | 3.º* | 161*   |
| 2023* | R-ace GP | 6   | Ret | 1   | 1   | 8   | 16  | 2   | 2   | 3   | 7   | 4   | 3   | 3   | 13  |     |     |     |     |     |     | 3.º* | 161*   |

- * Temporada en progreso.

### Campeonato de Fórmula Regional de Medio Oriente
(Clave) (negrita indica pole position) (cursiva indica vuelta rápida puntuable)

| Año  | Equipo                        | 1    | 1    | 1    | 2    | 2    | 2    | 3    | 3    | 3    | 4    | 4    | 4    | 5   | 5   | 5   | Pos. | Puntos |
| ---- | ----------------------------- | ---- | ---- | ---- | ---- | ---- | ---- | ---- | ---- | ---- | ---- | ---- | ---- | --- | --- | --- | ---- | ------ |
| 2023 | Mumbai Falcons Racing Limited | DUB1 | DUB1 | DUB1 | KUW1 | KUW1 | KUW1 | KUW2 | KUW2 | KUW2 | DUB2 | DUB2 | DUB2 | YMC | YMC | YMC | 20.º | 14     |
| 2023 | Mumbai Falcons Racing Limited |      |      |      |      |      |      |      |      |      | 7    | 7    | 9    | 21  | 24  | Ret | 20.º | 14     |

### Eurofórmula Open
(Clave) (negrita indica pole position) (cursiva indica vuelta rápida puntuable)

| Año   | Escudería               | 1   | 1   | 1   | 2   | 2   | 2   | 3   | 3   | 3   | 4   | 4   | 4   | 5   | 5   | 5   | 6   | 6   | 6   | 7   | 7   | 7   | 8   | 8   | 8   | Pos.  | Puntos |
| ----- | ----------------------- | --- | --- | --- | --- | --- | --- | --- | --- | --- | --- | --- | --- | --- | --- | --- | --- | --- | --- | --- | --- | --- | --- | --- | --- | ----- | ------ |
| 2023* | CryptoTower Racing Team | POR | POR | POR | SPA | SPA | SPA | BUD | BUD | BUD | LEC | LEC | LEC | SPI | SPI | SPI | MNZ | MNZ | MNZ | MUG | MUG | MUG | BAR | BAR | BAR | 11.º* | 55*    |
| 2023* | CryptoTower Racing Team | 2   | 3   | 2*  |     |     |     |     |     |     |     |     |     |     |     |     |     |     |     |     |     |     |     |     |     | 11.º* | 55*    |

- * Temporada en progreso.

### Campeonato de Fórmula 3 de la FIA
(Clave) (negrita indica pole position) (cursiva indica vuelta rápida puntuable)

| Año   | Escudería     | 1   | 1   | 2   | 2   | 3   | 3   | 4   | 4   | 5   | 5   | 6   | 6   | 7   | 7   | 8   | 8   | 9   | 9   | 10  | 10  | Pos. | Puntos | Ref.   |
| ----- | ------------- | --- | --- | --- | --- | --- | --- | --- | --- | --- | --- | --- | --- | --- | --- | --- | --- | --- | --- | --- | --- | ---- | ------ | ------ |
| 2024  | MP Motorsport | SAK | SAK | MEL | MEL | IMO | IMO | MON | MON | BAR | BAR | SPI | SPI | SIL | SIL | BUD | BUD | SPA | SPA | MNZ | MNZ | 9.º  | 81     | [ 12 ] |
| 2024  | MP Motorsport | 5   | 3   | 12  | 15  | 2   | 11  | 2   | 8   | 10  | 11  | 8   | 15  | 25  | 14  | 4   | 20  | 4   | 9   | 1   | 6   | 9.º  | 81     | [ 12 ] |
| 2025* | MP Motorsport | MEL | MEL | SAK | SAK | IMO | IMO | MON | MON | BAR | BAR | SPI | SPI | SIL | SIL | SPA | SPA | BUD | BUD | MNZ | MNZ | 3.º  | 64     | [ 13 ] |
| 2025* | MP Motorsport | NC  | 5   | 6   | 3   | 1   | 6   | 5   | 5   | Ret |     |     |     |     |     |     |     |     |     |     |     | 3.º  | 64     | [ 13 ] |

- * Temporada en progreso.